# Katarzyna Piwowar-Sulej
Katarzyna Danuta Piwowar-Sulej – polska ekonomistka, profesor nauk społecznych w dyscyplinie nauki o zarządzaniu i jakości, pracownik Katedry Pracy, Kapitału i Innowacji Wydziału Zarządzania Uniwersytetu Ekonomicznego we Wrocławiu.

## Życiorys
W 2009 r. obroniła pracę doktorską pt. Kształtowanie sfery personalnej publicznych szkól licealnych w Polsce, której promotorem była prof. Małgorzata Gableta, w 2016 r. habilitowała się na podstawie pracy zatytułowanej Zarządzanie ludźmi w organizacjach zorientowanych na projekty. W 2023 r. uzyskała tytuł profesora nauk społecznych.

Jej zainteresowania naukowe od początku wiążą się z problematyką zarządzania ludźmi. Zarządzanie to rozpatruje na tle specyficznych warunków funkcjonowania organizacji (np. organizacji zorientowanych na projekty), zmian związanych z postępem technologicznym i postulatem zrównoważonego rozwoju. Prof. dr hab. Katarzyna Piwowar-Sulej kierowała lub była wykonawcą projektów finansowanych ze środków MNiSW, NCN oraz EFS.
Jest autorką 184 publikacji, prezentowanych w tak uznanych międzynarodowych czasopismach jak m.in. „Journal of Business Ethics”, „Journal of Cleaner Production”, „International Journal of Manpower”, "Human Resource Management", "Personnel Review", "Review of Managerial Science", European Management Review. Recenzuje artykuły dla wielu wydawnictw, w tym Emerald, Elsevier, Springer i Taylor&Francis. 
W 2024 roku znalazła się w gronie World's Top 2% Scientists. Otrzymała nagrodę "Emerald Literati Award" - dwukrotnie w kategorii "Outstanding paper" i jednokrotnie w kategorii "Outstanding Reviewer". W 2024 roku otrzymała wyróżnienie w XV konkursie Polskiej Akademii Nauk na prace naukowe w zakresie nauk o zarządzaniu powstałe w latach 2021-2022 w kategorii Monografie naukowe jednoautorskie za pracę "Zrównoważony rozwój personelu poprzez szkolenia".
Dotychczas wypromowała trzech doktorów.